# Stazione di Castrofilippo
La stazione di Castrofilippo è un posto di movimento della linea Caltanissetta-Agrigento.

## Storia
Sorto quale stazione, l'impianto serviva il centro abitato di Castrofilippo.